# Regeneratieve ontvanger

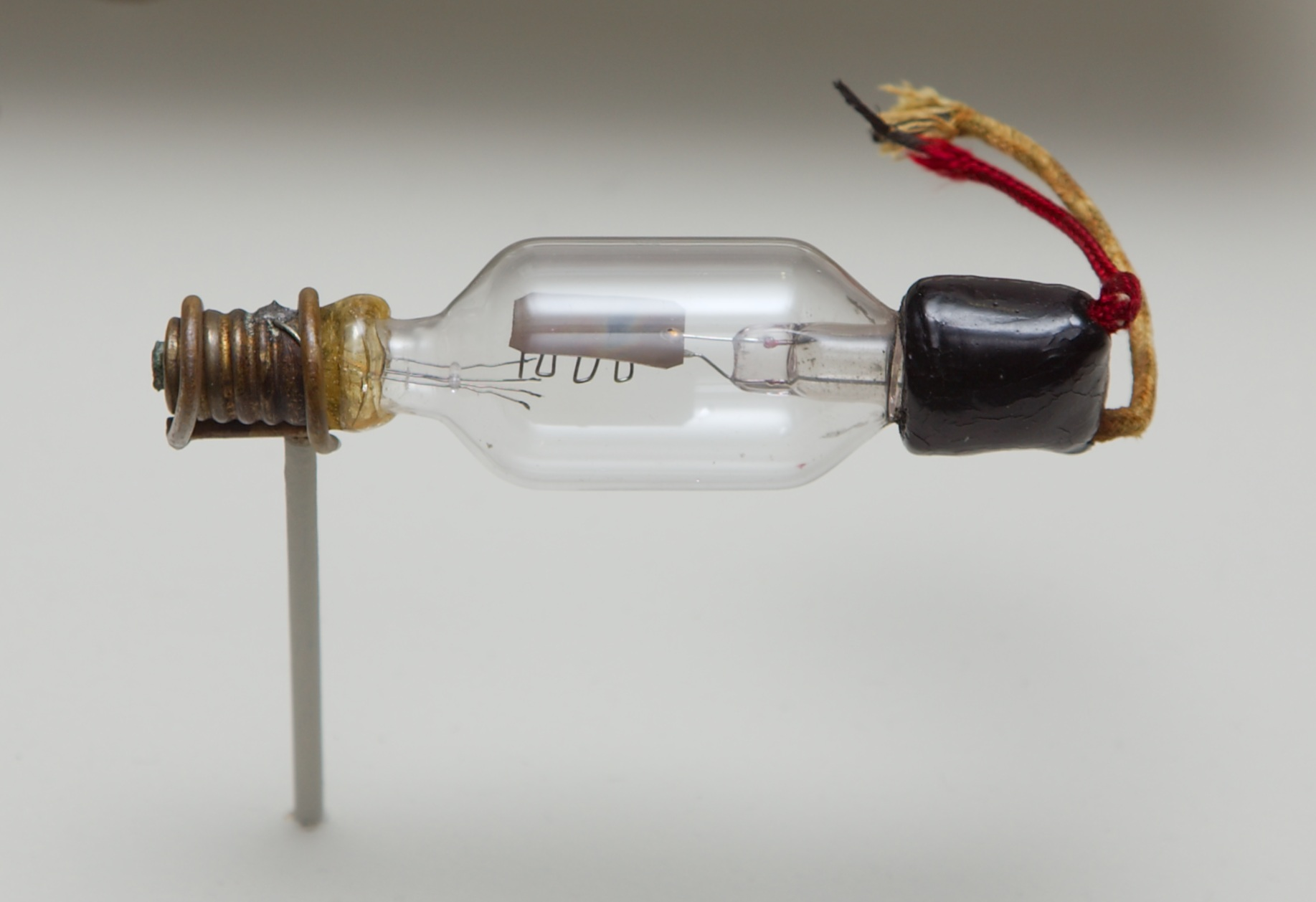
Primitieve triode uit 1906

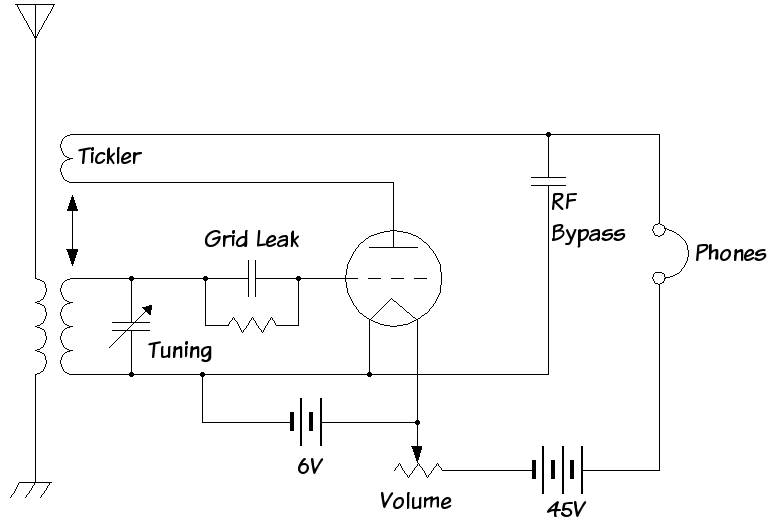
Schema van een regeneratieve ontvanger

De regeneratieve ontvanger werd in de begintijd van de radio voor radio-ontvangst gebruikt. Hiermee was het mogelijk met weinig onderdelen een zeer gevoelige en selectieve radio-ontvanger te construeren. Het principe berust op het toepassen van positieve terugkoppeling (meekoppeling), zeer precies ingesteld, zo dat nog net geen oscillatorwerking plaatsvindt. De ontvanger gebruikte slechts één triode. Bij sterker signaal ging de triode ook meer stroom uit de batterij opnemen, en werkte zo tevens als demodulator.
Vandaar dat de koptelefoon direct in de anodeverbinding van de triode werd opgenomen. In de praktijk moest de meekoppeling met de hand afgesteld worden (tickler in de figuur) door een spoel te verschuiven. Werd de meekoppeling te sterk, dan ging de ontvanger als zender werken, en stoorde andere radio-ontvangers in de buurt. Er ontstond dan een gillend geluid, aangeduid als "de Mexicaanse hond".
Al met al vereiste het instellen en afstemmen van zo'n ontvanger, waarbij ook vaak verwisselbare spoelen werden gebruikt, heel wat vakmanschap, waardoor het gebruik aan een beperkte groep radio-enthousiasten voorbehouden bleef.
Zowel de Amerikanen Edwin Howard Armstrong als Lee De Forest vroegen in respectievelijk 1914 (als student) en 1916 patent aan op de regeneratieve schakeling. Hoewel de Forest uiteindelijk een 12 jaar durende juridische strijd over deze patenten won, trekken deskundigen sterk in twijfel of de uitspraak juist was.
Dit type ontvanger werd vooral in de jaren 1920 tot 1940 gebruikt. Door grootschalige productie van elektronische componenten zoals elektronenbuizen zakte de prijs van de onderdelen zodanig, dat het aantrekkelijk werd radio-ontvangers volgens het superheterodyneprincipe te bouwen, die veel stabieler en eenvoudiger te bedienen waren, maar veel meer onderdelen hadden.